# Larvik
Larvik (ældre dansk: Laurvig) er den største kommune i Vestfold og Telemark fylke i Norge. Den har et areal på 530 km² og en befolkning på 41.211 (2006). Den grænser i nord til Lardal, i øst til Andebu og Sandefjord, og i vest til Porsgrunn og Siljan. Byen har færgeforbindelse med Hirtshals og bus- og togforbindelse med Skien og Oslo. E18 løber gennem kommunen.

## Historie
Helt siden forhistorisk tid har området omkring Larvik været en vigtig færdselsåre. I vikingetiden voksede bebyggelsen Kaupang frem tæt på, hvor Larvik by nu ligger. Larvik voksede op som et strandsted inderst i Larviksfjorden, og man ved, at der blev oprettet et savværk ved Farriselven i 1539. To af de vigtigste forudsætninger for byen var da til stede, nemlig havnen og kraften fra Farriselven. Omkring år 1600 blev der etableret et jernværk. Larvik fik status som ladested under Tønsberg i 1665 og bystatus i 1671. Dette skete samtidig med, at Grevskabet Laurvig blev oprettet. Herregården Larvik stod også færdig i 1671, Larvik kirke blev indviet i 1677. I 1736 blev Larvik Hospital anlagt. Byens betydning blev øget betragteligt, da Fredriksvern, (nu Stavern) flådebase, blev udbygget fra ca 1750. Dette var marinens hovedbase frem til 1818, da Karljohansvern ved Horten overtog. I 1881 var Vestfoldbanen færdigbygget frem til Larvik. Polarskibet Fram blev søsat i Larvik i 1892. Byen er også kendt som forskeren og eventyreren Thor Heyerdahls fødeby.
Den 1. januar 1988 blev de tidligere kommunerne Brunlanes, Hedrum, Stavern og Tjølling slået sammen med den daværende Larvik kommune til den nye storkommune Larvik.

## Personer fra Larvik
- Fritz Treschow († 1903)[1]
- Colin Archer († 1921)
- Carl Anton Larsen († 1924)[2]
- Oscar Wisting († 1936)[3]
- Herman Wildenvey († 1959), digter
- Gunnar Reiss-Andersen († 1964), forfatter
- Thor Heyerdahl († 2002), etnograf, forfatter
- Carl Nesjar († 2015), billedkunstner og billedhugger
- Arne Nordheim († 2010), komponist
- Mille-Marie Treschow († 2018)
- Ingvar Ambjørnsen (1956-), forfatter
- Hilde Merete Aasheim (1958-)[4]
- Anne Holt (1958-), forfatter
- Bjørg Eva Jensen (f. 1960)
- Jørn Lier Horst (1970-), forfatter